# أنطونيتا ستيلا
أنطونيتّا ستيلا (بالإيطالية: Antonietta Stella)‏ هي مغنية ومغنية أوبرا إيطالية، ولدت في 15 مارس 1929 في بيروجيا في إيطاليا.

## وصلات خارجية
- الموقع الرسمي
- أنطونيتا ستيلا على موقع IMDb (الإنجليزية)
- أنطونيتا ستيلا على موقع ميوزك برينز (الإنجليزية)
- أنطونيتا ستيلا على موقع أول ميوزيك (الإنجليزية)
- أنطونيتا ستيلا على موقع ديسكوغز (الإنجليزية)